# Gavinha

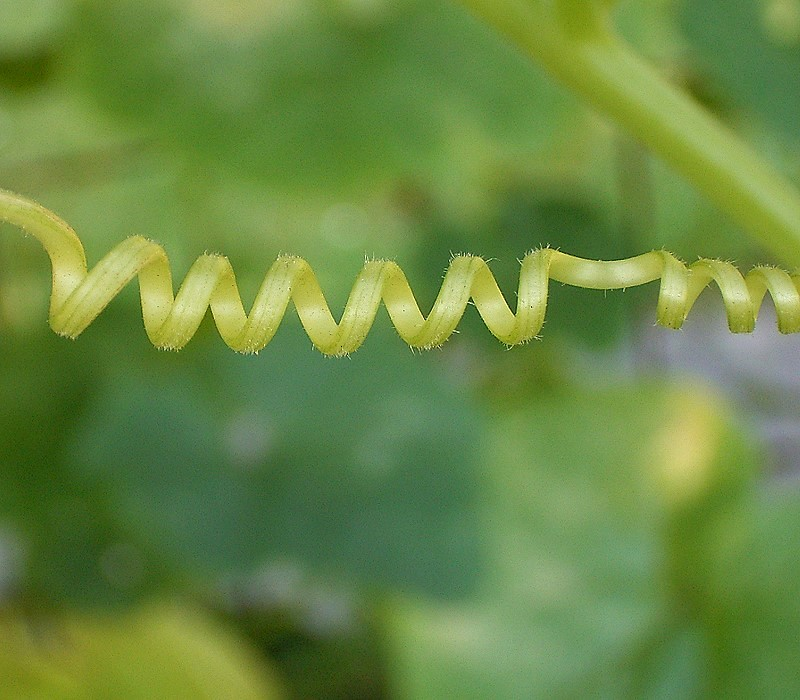
Formato típico de uma gavinha.

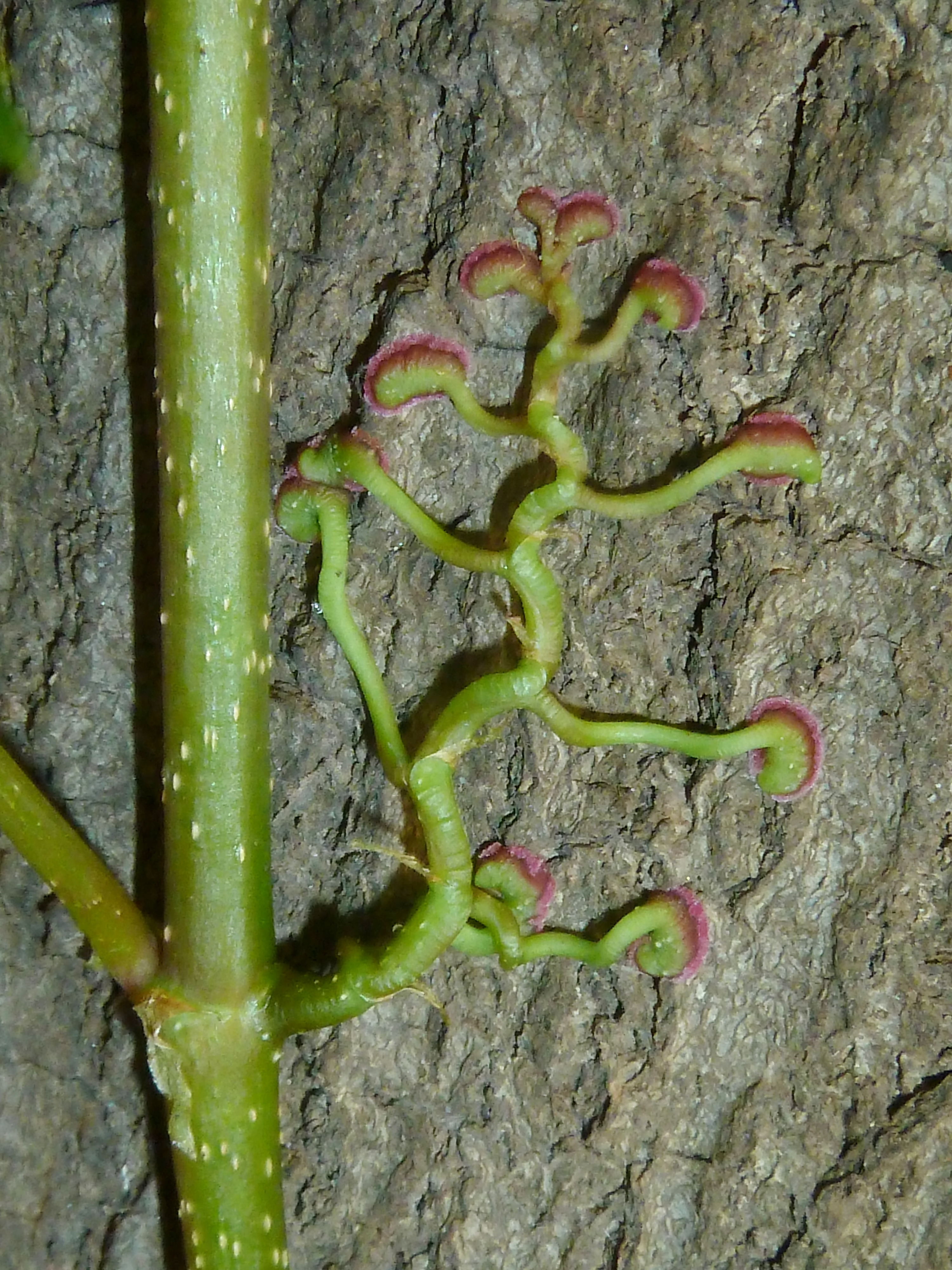
Gavinha com almofadas adesiva de Parthenocissus.

Gavinha é um órgão preênsil presente nas plantas trepadeiras. São estruturas filiformes, simples ou bifurcadas na extremidade, com a função de agarrar ramos, galhos, folhas, ou qualquer outro objeto que sirva de apoio para a planta em crescimento. O termo gavinha é de origem obscura. As gavinhas são normalmente ramos ou folhas modificadas, mas podem ter origem em qualquer órgão aéreo da planta, inclusive flores. Suas funções são ajudar na fixação da planta e no crescimento.
O enrolamento típico da gavinha se dá pela inibição do crescimento da área em contato com o objeto estranho, enquanto o outro lado do órgão é estimulado a crescer normalmente, de forma que a gavinha é forçada a curvar-se em volta do aparato, agarrando-o. É comum haver um rápido espessamento e um acréscimo a consistência e resistência da gavinha após sua fixação. Certas espécies apresentam folhas compostas, em que apenas o folíolo terminal é transformado em gavinha, enquanto os outros são normais.
Entretanto, nem todas as gavinhas enrolam-se sobre galhos. No gênero Macfadyena, da família Bignoniaceae, as gavinhas bifurcadas são curtas e rígidas como espinhos, e engancham-se sobre irregularidades da superfície de troncos e paredes.
A espécie unha-de-gato recebeu seu nome científico devido a esta característica.